# فرنی
فرنی یک خوراکی شیرین و گونه‌ای پودینگ آبکی است؛ که در شبه‌قاره هند تولید می‌شود و از آنجا به کشورهای متعددی وارد شده است. فرنی با آرد برنج و شیر و سایر افزودنی‌ها پخته می‌شود و معمولاً همراه غذای اصلی یا به عنوان دسر مصرف می‌شود.